# Życie Rawicza
Życie Rawicza – tygodnik powiatu rawickiego ukazujący się od grudnia 2000 roku. Swoim zasięgiem obejmuje gminy: Rawicz, Bojanowo, Miejska Górka, Jutrosin i Pakosław. Gazeta ma charakter publicystyczno-informacyjny. Ukazuje się w nakładzie ok. 5 tys. egzemplarzy. Redaktorem naczelnym tygodnika jest Anna Gauza.
Od 1 stycznia 2008 roku Życie Rawicza jest także wydawcą portalu informacyjnego rawicz24.pl.

## Redaktorzy naczelni
- Irena Anna Bajserowicz
- Marta Maćkowiak
- Kacper Kwiatkowski
- Anna Gauza